# Forte della Brunetta
Il forte della Brunetta, a Susa, nella città metropolitana di Torino, era uno dei più importanti sistemi difensivi del Piemonte, insieme al complesso fortificato di Exilles, quello di Fenestrelle e a quello di Vinadio. Considerato uno degli esempi più insigni dell'arte fortificatoria del XVIII secolo fu demolito a fine settecento su ordine di Napoleone.

## Storia
I lavori per la costruzione del forte della Brunetta vennero iniziato nel 1708, nel quadro di un rafforzamento delle fortificazioni ai confini del Ducato di Savoia che si erano mostrate capaci, durante la guerra di successione spagnola, di essere in grado di arrestare o rallentare pesantemente le operazioni militari nemiche. Il forte fu consegnato circa 30 anni dopo la posa della prima pietra.
Il sito prescelto per ospitare il nuovo forte fu uno sperone di roccia, o meglio una collina dalla roccia messa a nudo dall'erosione glaciale, detto altura della Brunetta, che sovrastava dal fianco nord la cittadina di Susa. La cittadina è posta alla confluenza dei tracciati di due importanti valichi con l'Oltralpe, il Colle del Moncenisio, ingresso in Italia da Savoia e Francia del Nord e il Colle del Monginevro che metteva in comunicazione con la Francia del Sud tramite il Delfinato; di qui l'importanza strategica della fortificazione. Il forte della Brunetta era situato sulla sponda sinistra della Dora Riparia, fra questo corso d'acqua e il torrente Cenischia. Il progetto della nuova fortezza fu affidato all'ingegnere sabaudo Antonio Bertola e l'opera incluse il vecchio forte S. Maria (sovrastante l'allora periferico quartiere d'Oltredora di Susa), protagonista di numerosi eventi bellici che però l'avevano lasciato in rovina, e la ridotta Catinat che controllava dall'alto in modo specifico lo sbocco della retrostante Val Cenischia e quindi il passaggio dal Colle del Moncenisio.
Il forte, che era in realtà una vera e propria cittadella militare estesa più di 300000 m², con chiesa, caserme e un ospedale, possedeva bastioni in grado di fermare le artiglierie dell'epoca: vennero infatti scolpiti direttamente nella viva roccia ed pertanto la struttura era considerata imprendibile.  I bastioni  si chiamavano San Pietro, San Lazzaro, San Maurizio, Sant'Antonio, Santa Maria. Sia l'imperatore austro-ungarico Giuseppe II che visitò la fortezza nel 1769 sia lo zar russo Paolo I che vi soggiornò nel 1791, ne furono sinceramente meravigliati.
Il forte non sparò mai neanche un colpo, si può ipotizzare anche per il suo ruolo di forte dissuasore. Nel 1747 l'esercito francese tentò di oltrepassare gli sbarramenti della Brunetta di Susa e di Fenestrelle passando sullo spartiacque tra le rispettive Valle di Susa e Val Chisone, dal Colle dell'Assietta, dove fu combattuta l'omonima battaglia; durante le campagne napoleoniche invece l'esercito francese transitò dal colle del Gran San Bernardo investendo il forte di Bard.
Nel 1796 Napoleone, sconfitto il Regno di Sardegna, con l'armistizio di Cherasco impose la distruzione di tutte le fortificazioni del regno, compreso il forte della Brunetta.
Con la restaurazione fu decisa la ricostruzione dei forti distrutti ma non di quello della Brunetta. Napoleone aveva reso carrozzabile la strada del Moncenisio con un tracciato che sovrastava la cittadella e apparve dunque evidente come uno sbarramento fortificato avrebbe dovuto trovarsi prima del colle. Al posto del forte della Brunetta fu dunque decisa la costruzione di un complesso fortificato noto come i Forti dell'Esseillon.
Il sito del forte, quasi completamente smantellato in seguito alle clausole dell'armistizio, oggi è proprietà privata. Si conservano i resti della chiesa e la casa del Governatore, oltre ad alcuni muri e strutture militari.